# Kindergeld
Unter Kindergeld versteht man im Allgemeinen staatliche Leistungen an Erziehungsberechtigte, die von der Zahl und dem Alter der Kinder abhängen, für die das Geld beantragt wird. Das Geld gehört in der Regel den Kindern und wird von den Erziehungsberechtigten nur verwaltet. Erstmals in der westlichen Welt wurde Kindergeld von Gaius Iulius Caesar als öffentliche Leistung an arme Familien im antiken Rom gezahlt; unter Trajan wurden die Leistungen auf ganz Italien ausgeweitet.

## Familienbeihilfe in Österreich
Die vom Einkommen der Eltern unabhängige Familienbeihilfe wird automatisch nach der Geburt des Kindes gewährt. Ein Antrag auf Familienbeihilfe muss in diesem Fall nicht gestellt werden. In allen anderen Fällen ist ein Antrag auf Familienbeihilfe notwendig. Die Höhe der Familienbeihilfe ist vom Alter des Kindes abhängig und steigt mit der Anzahl der Kinder um die sogenannte Geschwisterstaffel.
Für Kinder unter drei Jahren erhalten Eltern 120,60 €, ab drei Jahren erhöht es sich auf 129 €. Ab dem zehnten Lebensjahr steigt die Familienbeihilfe auf 149,70 € und ab 19 Jahren erhöht sie sich wiederum auf 174,70 Euro.
Für Geschwisterkinder erhöht sich die Beihilfe bei zwei Kindern pro Kind um 7,50 €, bei drei Kinder pro Kind um 18,40 €, bei vier Kindern pro Kind um 28 €, bei fünf Kindern pro Kind um 33,90 € und für das sechste Kind um 37,80 € pro Kind. Ab dem siebten Kind erhöht sich die Familienbeihilfe pro Kind um 55 €.
Eltern, deren Kind eine nachweisliche Behinderung von mindestens 50 % hat, haben einen zusätzlichen Anspruch auf die erhöhte Beihilfe von 164,90 €. Diese wird zuzüglich zur eigentlichen Familienbeihilfe gezahlt. Dieser Anspruch besteht so lange, wie der Anspruch auf die Familienbeihilfe gewährt wird. Er kann auch rückwirkend, bis fünf Jahre vor dem Tag der Beantragung, beantragt werden.
Die Familienbeihilfe wird bis zur Berufstätigkeit des Kindes, höchstens jedoch bis zum vollendeten 25. Lebensjahr, jeden Monat ausbezahlt. Leben beide Elternteile gemeinsam, so wird der Betrag an die Mutter ausbezahlt, sofern diese nicht eine Auszahlung an den Vater beantragt. Bei getrennt lebenden Elternteilen ist derjenige anspruchsberechtigt, bei dem das Kind lebt. Nicht bezahlt wird die Familienbeihilfe für Kinder, die den Grundwehrdienst oder einen Zivildienst absolvieren.
Finanziert wird die Familienbeihilfe, die früher als Kinderbeihilfe bezeichnet wurde, aus dem Familienlastenausgleichsfonds, in den die Unternehmen abhängig von der Lohnsumme als Lohnnebenkosten einzahlen.
Im Juli 2018 wurde durch Kritik des Rechnungshofes bekannt, dass der einmal gewährte Anspruch auf Familienbeihilfe bis zur Volljährigkeit des Kindes nicht mehr kontrolliert werde. Seit 2002 wurde immer für ca. 2 Millionen Kinder Familienbeihilfe gezahlt, allerdings stieg die Anzahl der im Ausland lebenden Kinder in diesem Zeitraum von 1.500 auf 130.000 Personen im Jahr 2016, woraus im Jahr 2016 Kosten von 291 Mio. Euro entstanden. Laut Rechnungshof ließen sich durch Abfragen bei bestehenden behördlichen Datenbanken Indizien auf den Wegfall von Voraussetzungen für den Bezug der Beihilfe finden. Der Rechnungshof empfiehlt, auf folgende Anzeichen zu achten: Abmeldungen im Zentralen Melderegister, den Wegfall der Sozialversicherung, den Abbruch des Schulbesuchs trotz Schulpflicht, den Abbruch der Lehrlingsausbildung oder die Verhängung von Aufenthaltsverboten.
Ab 2019 wurde das Kindergeld für Kinder, die nicht in Österreich, sondern in anderen EU-Mitgliedstaaten wohnen, auf das dortige Lebenshaltungskostenniveau gemäß dem Lebenshaltungsindex abgesenkt (Indexierung). Am 16. Juni 2022 entschied der Europäische Gerichtshof (EuGH), dass die Indexierung der Familienbeihilfe sowie des Kinderabsetzbetrages und weitere steuerrechtliche Begünstigungen nicht mit dem EU-Recht zu vereinbaren sind. Daraufhin wurde mit der vom Parlament beschlossenen Novelle des Familienlastenausgleichsgesetzes 1967, sowie des Einkommensteuergesetzes 1988 (BGBl. I Nummer 135/2022) die Indexierungsbestimmungen der Republik Österreich aufgehoben.

## Kinderzulagen in der Schweiz
Mit Kinderzulage bezeichnet man in der Schweiz eine von mehreren Familienzulagen. Die Kinderzulage ist eine monatliche Geldleistung pro Kind im Alter bis 16 Jahre. Die sogenannte Ausbildungszulage wird pro Kind im Alter von 16 bis maximal 25 Jahren ausgerichtet.

## Internationaler Vergleich
Die folgenden Zahlen sind wegen unterschiedlicher Rahmenbedingungen nicht direkt vergleichbar. Denn familienpolitische Leistungen eines Staates lassen sich nur in der Gesamtschau mit anderen Maßnahmen sowie dem Steuer- und Sozialrecht beurteilen. Beispielsweise zahlen einige Staaten weitere jährliche Leistungen pro Kind (z. B. Schulanfangszulagen), welche bei einem Vergleich berücksichtigt werden müssten. Politisch werden mit den Zahlungen für Kinder auch unterschiedliche Ziele verfolgt. Die Beträge in der folgenden Tabelle beziehen sich auf einen Monat, auch wenn das Kindergeld in manchen Staaten (z. B. den Niederlanden) in anderen Intervallen ausbezahlt wird.
|                                     | Belgien*                     |  |                                                    | Dänemark                                                           |  |                                                                                      | Deutschland**                                                                                              |
| Kinderzahl                          | Kindergeld                   |  | Alter des Kindes                                   | Kindergeld                                                         |  | Kinderzahl                                                                           | Kindergeld                                                                                                 |
| 1. Kind                             | 90,28 €                      |  | jedes Kind von 0 bis 3 Jahren                      | 145 €                                                              |  | Für jedes Kind jeweils                                                               | 255 € |
| 2. Kind                             | 167,05 €                     |  | jedes Kind von 3 bis 7 Jahren                      | 131 €                                                              |  |                                                                                      | |
| 3. Kind                             | 249,41 €                     |  | jedes Kind ab 7 bis 18 Jahren                      | 103 €                                                              |  |                                                                                      | |
| jedes weitere Kind                  | 249,41 €                     |  |                                                    |                                                                    |  |                                                                                      | |
|                                     |                              |  |                                                    |                                                                    |  |                                                                                      | |
|                                     | Griechenland                 |  |                                                    | Frankreich                                                         |  |                                                                                      | Irland |
| Kinderzahl                          | Kindergeld                   |  | Kinderzahl                                         | Kindergeld                                                         |  | Kinderzahl                                                                           | Kindergeld                                                                                                 |
| 1 Kind                              | 5,87 €                       |  | 1 Kind                                             | --- €                                                              |  | 1 Kind                                                                               | 140 € |
| 2 Kinder                            | 18 €                         |  | 2 Kinder                                           | 120,32 €                                                           |  | 2 Kinder                                                                             | 280 € |
| 3 Kinder                            | 40 €                         |  | 3 Kinder                                           | 274,47 €                                                           |  | 3 Kinder                                                                             | 420 € |
| 4 Kinder                            | 48 €                         |  | 4 Kinder                                           | 428,62 €                                                           |  | Bei Zwillingen:                                                                      | 1,5-faches K.geld                                                                                          |
| jedes weitere Kind                  | 8,07 €                       |  | 5 Kinder                                           | 582,77 €                                                           |  | Bei Drillingen und Vierlingen                                                        | 2,0-faches K.geld                                                                                          |
|                                     |                              |  | jedes weitere Kind                                 | 154,15 €                                                           |  |                                                                                      | |
|                                     |                              |  |                                                    |                                                                    |  |                                                                                      | |
|                                     | Island                       |  |                                                    | Italien                                                            |  |                                                                                      | Luxemburg                                                                                                  |
| Kinderzahl                          | Kindergeld                   |  | Jahreseinkommen                                    | Kindergeld                                                         |  | Kinderzahl                                                                           | Kindergeld                                                                                                 |
| 1 Kind                              | 115,25 € verheiratete Eltern |  | Jahreseinkommen der Eltern bis 11.422,98 €         | 250,48 €                                                           |  | 1 Kind                                                                               | 265,00 €                                                                                                   |
| 2 Kinder und mehr                   | 137,17 € verheiratete Eltern |  | Jahreseinkommen zwischen 27.693,04 und 30.403,39 € | 38,73 €                                                            |  | 2 Kinder                                                                             | 530,00 €                                                                                                   |
| Alleinerziehende Eltern:            | 191,92 € bzw. 196,83 €       |  | Jahreseinkommen ab 43.962,05 €                     | keine Zahlungen mehr                                               |  | 3 Kinder                                                                             | 795,00 €                                                                                                   |
|                                     |                              |  |                                                    |                                                                    |  | 4 Kinder und mehr                                                                    | n × 265,00 €                                                                                               |
|                                     |                              |  |                                                    |                                                                    |  |                                                                                      | |
|                                     | Niederlande                  |  |                                                    | Norwegen                                                           |  |                                                                                      | Österreich                                                                                                 |
| Alter des Kindes                    | Kindergeld                   |  | Kinderzahl                                         | Zahlbetrag Geburt nach 1. Jan. 1995                                |  | Kinderzahl                                                                           | Familienbeihilfe                                                                                           |
| Kinder unter 6 Jahren               | 66,13 €                      |  | für jedes Kind                                     | NOK 972 (129 €)                                                    |  | 1 Kind                                                                               | 120,60 €                                                                                                   |
| Kinder von 6–11 Jahren              | 80,30 €                      |  | in Gebieten im äußersten Norden des Landes         | zusätzlich NOK 316 (42 €)                                          |  | ab 3. Lebensjahr                                                                     | 129 € |
| Kinder von 12–17 Jahren             | 94,47 €                      |  |                                                    |                                                                    |  | ab 10. Lebensjahr                                                                    | 149,70 €                                                                                                   |
|                                     |                              |  |                                                    |                                                                    |  | ab 19. Lebensjahr                                                                    | 174,70 €                                                                                                   |
|                                     |                              |  |                                                    |                                                                    |  | bei 2 Kindern: ab 3 Kindern: ab 4 Kindern: ab 5 Kindern: ab 6 Kindern: ab 7 Kindern: | + 7,50 € pro Kind + 18,40 € pro Kind + 28 € pro Kind + 33,90 € pro Kind + 37,80 € pro Kind + 55 € pro Kind |
|                                     |                              |  |                                                    |                                                                    |  |                                                                                      | |
|                                     | Finnland                     |  |                                                    | Schweden                                                           |  |                                                                                      | Verein. Kgr. (UK)                                                                                          |
| Kinderzahl                          | Kindergeld                   |  | Kinderzahl                                         | Kindergeld                                                         |  | Kinderzahl                                                                           | gezahlter Betrag                                                                                           |
| erstes Kind                         | 95,75 €                      |  | 1 Kind                                             | SEK 1250 (125 €)                                                   |  | erstes Kind                                                                          | 90 £ (105 €)                                                                                               |
| zweites Kind                        | 105,80 €                     |  | 2 Kinder                                           | SEK 2650 (266 €)                                                   |  | jedes weitere Kind                                                                   | 59 £ (70 €)                                                                                                |
| drittes Kind                        | 135,01 €                     |  | 3 Kinder                                           | SEK 4480 (449 €)                                                   |  |                                                                                      | |
| viertes Kind                        | 154,64 €                     |  | 4 Kinder                                           | SEK 6740 (676 €)                                                   |  |                                                                                      | |
| jedes weitere Kind                  | 174,27 €                     |  | jedes weitere Kind                                 | SEK 2500 (251 €)                                                   |  |                                                                                      | |
|                                     |                              |  |                                                    |                                                                    |  |                                                                                      | |
|                                     | Liechtenstein                |  |                                                    | Spanien                                                            |  |                                                                                      | Schweiz |
| Kinderzahl                          | Kindergeld                   |  | Alter des Kindes                                   | Kindergeld                                                         |  | Alter des Kindes                                                                     | Familienzulage pro Kind                                                                                    |
| 1 Kind                              | CHF 260 (250 €)              |  | Kinder <18 Jahren                                  | 24,25 € Nicht-Behinderte 48,47 € Behinderte                        |  | Kinderzulage bis 16 Jahre (Je nach Kanton und Kinderzahl)                            | CHF 200 bis CHF 400 (190 € bis 385 €)                                                                      |
| Zwillinge oder über 3 Kinder        | CHF 310 (300 €)              |  | Kinder >18 Jahren                                  | Behind.grad >65 %: 260,79 € Behind.grad >75 %: 381,19 €            |  | Ausbildungszulage 16 bis 25 Jahre (Je nach Kanton und Kinderzahl)                    | CHF 250 bis CHF 525 (240 € bis 505 €)                                                                      |
| über 10 Jahre                       | für alle CHF 310 (300 €)     |  |                                                    |                                                                    |  |                                                                                      | |
|                                     |                              |  |                                                    |                                                                    |  |                                                                                      | |
|                                     | Polen***                     |  |                                                    | Ungarn ****                                                        |  |                                                                                      | |
| Kinderzahl                          | Kindergeld                   |  | Kinderzahl                                         | Kindergeld (pro Kind)                                              |  |                                                                                      | |
| 1 Kind                              | 800 Złoty (190 €)            |  | 1 Kind                                             | 12.200 HUF (bei Familie) 13.700 HUF (alleinerziehender Elternteil) |  |                                                                                      | |
| jedes weitere Kind bis 18 Jahre alt | 800 Złoty (190 €)            |  | 2 Kinder                                           | 13.300 HUF (bei Familie) 14.800 HUF (alleinerziehender Elternteil) |  |                                                                                      | |
|                                     |                              |  | 3 Kinder und mehr                                  | 16.000 HUF (bei Familie) 17.000 HUF (alleinerziehender Elternteil) |  |                                                                                      | |

(*) In Belgien gibt es einen Kindergeldzuschlag, wenn ein Elternteil pensioniert, arbeitslos oder behindert ist. Er variiert je nach Kinderzahl. So bei einem behinderten angestellten Elternteil wird für das erste Kind 84,40 € ausgezahlt, für das zweite Kind 24,31 €, ab dem dritten Kind 4,27 €.
(**) In Deutschland wird das Kindergeld mit der verfassungsrechtlich gebotenen Steuerfreistellung des Existenzminimums für Kinder verrechnet. Das Kindergeld wurde 2017 und 2018 jeweils um 2 €, im Juli 2019 um 10 €, 2021 um 15 € erhöht.
(***) In Polen gibt es Kindergeld für alle Kinder, ohne Einkommensbeschränkung.
(****) In Ungarn gibt es neben dem Kindergeld einen Kinderfreibetrag (Steuervergünstigung). Der Betrag ist 10.000 HUF für ein Kind, 40.000 HUF für zwei Kinder, 99.000 HUF für drei Kinder. Bis 2026 soll sich der Betrag verdoppeln.

## Verwandte Themen
- Familienleistungsausgleich – Übersicht über den Familienleistungsausgleich in Deutschland
- Kinderrente – Eine von der Kinderzahl abhängige Rente
- Kinderzuschlag – Förderung gering verdienender Familien
- Unterhaltsvorschuss – Förderung alleinerziehender Elternteile
- Kinderadditive – kindbedingte Steuervergünstigungen
- Kinderzulage – Kinderzulage in Deutschland: Nach dem Eigenheimzulagengesetz (Baukindergeld zur Eigenheimzulage), nach dem Einkommensteuergesetz (Riester-Rente) und nach dem Kindergeldgesetz (Kinderzuschlag)
- Waisenrente – Waisenrente